# Mia Gross
Mia Gross (* 18. April 2001 in Geelong) ist eine australische Leichtathletin, die sich auf den Sprint spezialisiert hat. Ihre Cousine Jo King war als Triathletin erfolgreich.

## Sportliche Laufbahn
Erste internationale Erfahrungen sammelte Mia Gross im Jahr 2017, als sie bei den Commonwealth Youth Games in Nassau mit 12,17 s im Halbfinale im 100-Meter-Lauf ausschied. Im Jahr darauf schied sie bei den U20-Weltmeisterschaften in Tampere mit 11,80 s im Vorlauf über 100 Meter aus und schied im 200-Meter-Lauf mit 23,86 s im Halbfinale aus. Zudem belegte sie mit der australischen 4-mal-100-Meter-Staffel in 44,78 s den siebten Platz. 2022 verhalf sie der Staffel bei den Commonwealth Games in Birmingham zum Finaleinzug und trug damit zum Gewinn der Bronzemedaille bei. 2024 gewann sie bei den Ozeanienmeisterschaften in Suva in 23,51 s die Silbermedaille über 200 Meter hinter ihrer Landsfrau Torrie Lewis, ehe sie bei den Olympischen Sommerspielen in Paris mit 23,23 s in der Hoffnungsrunde ausschied. 
2019 wurde Gross australische Meisterin in der 4-mal-400-Meter-Staffel.

## Persönliche Bestzeiten
- 100 Meter: 11,38 s (0,0 m/s), 23. März 2024 in Sydney
- 200 Meter: 22,81 s (+1,3 m/s), 22. Juni 2024 in Sestriere